# Ordem do Estandarte Vermelho
A Ordem do Estandarte Vermelho (em russo: Орден Крaсного Знамени) era um condecoração de alto grau outorgada pelo governo da União Soviética. A ordem foi estabelecida em 16 de setembro de 1918, sendo o primeiro título do país. Até o estabelecimento da Ordem de Lênin, em 1930, o Estandarte Vermelho era a mais alta honra que poderia ser recebida do Estado soviético.
A ordem era um reconhecimento de heroísmo extraordinário, dedicação e coragem demonstrados nos campos de batalha. O prêmio era dado a cidadãos, unidades militares, cidades, navios, organizações políticas e sociais e instituições. Nos últimos anos de sua existência, a ordem também foi entregue a militares que cumprissem de 20 a 30 anos de carreira, sem que precisassem se envolver em combates.
Entre os premiados, estão as heróicas Frota do Pacífico e Frota do Báltico, o revolucionário Leon Trótski, os marechais Semion Timoshenko e Gueorgui Jukov, o patriarca Pemeno I de Moscou, a atleta Nina Romashkova, o cosmonauta Evgueni Khrunov, o atirador Vassili Zaitsev e a militante Clara Zetkin.